# Poul Dalsager
Poul Dalsager (Hirtshals, 5 marzo 1929 – Hjørring, 2 maggio 2001) è stato un politico danese, esponente dei Socialdemocratici.
È stato ministro e commissario europeo.

## Biografia

### Formazione
Dalsager proveniva da una famiglia umile, il padre fu contadino e successivamente operaio. Il padre era un attivista del partito socialdemocratico.
Dopo il diploma Dalsager svolse un apprendistato come impiegato di banca e nel 1948 si iscrisse alla scuola di commercio. Cominciò a svolgere attività politica fin da giovane, impegnandosi nell'ambito del movimento giovanile del partito socialdemocratico.

### Carriera politica
Tra il 1951 e il 1952 Dalsager fu segretario del partito socialdemocratico a Tornby-Vidstrup e dal 1959 al 1964 segretario del partito a Hjørring. Dal 1959 al 1962 fece parte del consiglio comunale di Hjørring e dal 1959 al 1966 della commissione scolastica della cittadina.
Nel 1964 Dalsager fu eletto membro del Folketing. Fu delegato all'Assemblea generale delle Nazioni Unite tra il 1969 ed il 1971 e dal 1971 al 1973 presiedette la commissione parlamentare per le relazioni con le Comunità europee. Fece parte del Parlamento europeo dal 1973 e 1974 e fu eletto vicepresidente del Parlamento.
Nel febbraio 1975 Dalsager fu nominato ministro dell'agricoltura e della pesca. Svolse l'incarico di ministro della pesca fino al febbraio 1977 e quello di ministro dell'agricoltura fino all'agosto 1978, quando si dimise. Nel primo semestre del 1978 presiedette il Consiglio dei ministri dell'agricoltura delle Commissioni europee. Presiedette il gruppo parlamentare del partito e poi svolse nuovamente l'incarico di ministro dell'agricoltura e della pesca dall'ottobre 1979 al 20 gennaio 1981.

#### Commissario europeo
Dopo la morte improvvisa del commissario europeo della Danimarca Finn Olav Gundelach avvenuta il 13 gennaio 1981, Dalsager fu designato dal governo danese per subentrargli ed assunse la carica di commissario europeo per l'agricoltura nell'ambito della Commissione Thorn. Svolse l'incarico fino al gennaio 1985.
Dalsager fu sindaco di Hjørring dal 1990 al 1995.